# Douce (film)
 (mai 2022).
Si vous disposez d'ouvrages ou d'articles de référence ou si vous connaissez des sites web de qualité traitant du thème abordé ici, merci de compléter l'article en donnant les références utiles à sa vérifiabilité et en les liant à la section « Notes et références ».
Pour les articles homonymes, voir Douce (homonymie).
Pour plus de détails, voir Fiche technique et Distribution.
Douce est un film français réalisé par Claude Autant-Lara, sorti le 10 novembre 1943.
C'est une adaptation du roman éponyme de l'écrivaine Michel Davet, publié en 1940.

## Synopsis
À la fin du XIXe siècle, Irène, la gouvernante de la jeune Douce de Bonafé, a pour amant le régisseur Fabien, dont Douce est amoureuse. Fabien voudrait emmener Irène au Canada, mais celle-ci est tentée par l'idée d'épouser le maître de la maison, veuf, le père de Douce. Celle-ci se jette dans les bras de Fabien qui part avec elle et se venge ainsi d'Irène et de ses maîtres, mais il est peu à peu séduit par la jeune fille.
Douce est prête à vivre pauvre, loin de la France et des siens, mais pas à être la remplaçante de sa gouvernante. Elle s'apprête à retourner dans sa famille quand elle meurt tragiquement.

## Fiche technique
- Titre : Douce
- Réalisation : Claude Autant-Lara
- Scénario : Pierre Bost et Jean Aurenche, d'après le roman éponyme de Michel Davet
- Décors : Jacques Krauss
- Costumes : Claude Autant-Lara
- Photographie : Philippe Agostini
- Son : Robert Ivonnet (Procédé Tobis-Klang films)
- Montage : Madeleine Gug
- Musique : René Cloërec, Maurice Vandair Frédéric Chopin (Ballet "Les Sylphides")
- Production : Pierre Guerlais
- Société de production : Industrie cinématographique
- Société de distribution :  Sirius Films
- Pays de production :  France
- Langue originale : français
- Format : Noir et blanc — 35 mm — 1,37:1 — son Mono
- Genre : Comédie dramatique
- Durée : 104 minutes tournage de nuit studios Eclair  Juillet et Aout 1943 (Paris-Soir)
- Date de sortie : France : 10 novembre 1943
- Affiches : Bernard Lancy, Roger Rojac (France)

## Distribution
- Odette Joyeux : Douce
- Roger Pigaut : Fabien
- Madeleine Robinson : Irène
- Marguerite Moreno : la comtesse (mère) de Bonafé
- Jean Debucourt : le comte de Bonafé
- Gabrielle Fontan : Estelle
- Roger Blin : l'homme du théâtre
- Albert Rémy : le sacristain
- Marie-José : la chanteuse
- Palmyre Levasseur : la patronne
- Julienne Paroli : Thérèse
- Charles Vissières : le mari de Thérèse
- Georges Bever : le frotteur
- Fernand Blot : le livreur
- Léonce Corne : le garçon d'hôtel
- Richard Francœur : Julien
- Cécyl Marcyl : la vendeuse de cierges
- Paul Œttly : le prêtre
- Albert Michel

## Autour du film
- Adaptation très libre d'un livre de Michel Davet Douce, paru aux Éditions Plon en 1940. La fin du film est totalement différente de celle du livre.
- Présente dans toutes les œuvres d'Autant-Lara, la satire sociale atteint des sommets dans ce film, où maîtres et serviteurs sont enfermés dans des rôles qui les rendent plus hypocrites et odieux les uns que les autres. Dans cette situation, les rapports de classes font que les sentiments amoureux, vrais et profonds de Douce et de son père ne provoquent que des catastrophes.
- Une scène célèbre est celle où la grand-mère de Douce, accompagnée de Fabien, va faire ses œuvres de charité chez une misérable vieille femme qu'elle toise de son mépris. Elle s'achève sur une séquence que la censure de Vichy fit retirer après quelques semaines d'exploitation : la riche aristocrate dit à la pauvresse « Je vous souhaite la patience et la résignation », à quoi le régisseur réplique en aparté (mais en parlant d'Irène) « Souhaitez-lui l’impatience et la révolte ! »
- L'écriture du film par Jean Aurenche et Pierre Bost est évoquée dans le documentaire Jean Aurenche, écrivain de cinéma (2010).